# Vlaamse Raad (samenstelling 1980-1981)
Dit is de lijst van de leden van de Vlaamse Raad in de legislatuur 1980-1981. De Vlaamse Raad was de voorloper van het Vlaams Parlement en werd nog niet rechtstreeks verkozen.
De legislatuur 1980-1981 telde 221 leden. Dit waren de 121 leden van de Nederlandse taalgroep uit de Kamer van volksvertegenwoordigers verkozen bij de verkiezingen van 17 december 1978 en de 100 leden van de Nederlandse taalgroep uit de Belgische Senaat, verkozen op 17 december 1978, aangeduid door de provincieraden of gecoöpteerd.
De legislatuur ging van start op 21 oktober 1980 en eindigde op 2 juli 1981.

## Samenstelling
| Fractie | Fractie     | Zetels |
| ------- | ----------- | ------ |
|         | CVP         | 108    |
|         | SP          | 47     |
|         | PVV         | 39     |
|         | Volksunie   | 25     |
|         | KPB         | 1      |
|         | Vlaams Blok | 1      |

## Lijst van de parlementsleden
| Volksvertegenwoordiger          | Partij      | Kieskring                 | Opmerkingen |
| ------------------------------- | ----------- | ------------------------- | --- |
| Leo Tindemans                   | CVP         | Antwerpen                 | |
| Karel Blanckaert                | CVP         | Antwerpen                 | |
| Herman Suykerbuyk               | CVP         | Antwerpen                 | |
| Frank Swaelen                   | CVP         | Antwerpen                 | |
| Tijl Declercq                   | CVP         | Antwerpen                 | |
| Wivina Demeester                | CVP         | Antwerpen                 | |
| Frans Cauwenberghs              | CVP         | Antwerpen                 | |
| Achiel Smets                    | CVP         | Antwerpen                 | |
| Greta Dielens                   | CVP         | Antwerpen                 | Voorzitter van de commissie Jeugdbeleid, Permanente Vorming, Sport en Toerisme. |
| Bob Cools                       | SP          | Antwerpen                 | Voorzitter van de commissie Ruimtelijke Ordening, Leefmilieu en Huisvesting. |
| Jan Mangelschots                | SP          | Antwerpen                 | |
| Jos Van Elewyck                 | SP          | Antwerpen                 | Voorzitter van de SP-fractie. |
| Lode Hancké                     | SP          | Antwerpen                 | |
| Leona Detiège                   | SP          | Antwerpen                 | |
| Frans Grootjans                 | PVV         | Antwerpen                 | |
| Jacky Buchmann                  | PVV         | Antwerpen                 | Voorzitter van de commissie Economie en Energie. |
| Karel Poma                      | PVV         | Antwerpen                 | Voorzitter van de PVV-fractie. |
| Hugo Schiltz                    | Volksunie   | Antwerpen                 | |
| André De Beul                   | Volksunie   | Antwerpen                 | Voorzitter van de commissie Culturele Promotie en het Cultureel Patrimonium. |
| Karel Dillen                    | Vlaams Blok | Antwerpen                 | |
| Guido Verhaegen                 | CVP         | Mechelen-Turnhout         | Voorzitter van de CVP-fractie vanaf 2 december 1980. |
| Michel Van Dessel               | CVP         | Mechelen-Turnhout         | |
| Luc Van den Brande              | CVP         | Mechelen-Turnhout         | |
| Jef Ramaekers                   | SP          | Mechelen-Turnhout         | |
| Lucien Van de Velde             | PVV         | Mechelen-Turnhout         | |
| Joos Somers                     | Volksunie   | Mechelen-Turnhout         | |
| Jos Dupré                       | CVP         | Mechelen-Turnhout         | |
| Robert Van Rompaey              | CVP         | Mechelen-Turnhout         | |
| Renaat Peeters                  | CVP         | Mechelen-Turnhout         | |
| Francis Tanghe                  | CVP         | Mechelen-Turnhout         | |
| Jeanne Huybrechts-Adriaensens   | SP          | Mechelen-Turnhout         | |
| Jef Sleeckx                     | SP          | Mechelen-Turnhout         | |
| Willy Taelman                   | PVV         | Mechelen-Turnhout         | |
| Renaat Van Elslande             | CVP         | Brussel                   | |
| Rika Steyaert                   | CVP         | Brussel                   | |
| Paul De Keersmaeker             | CVP         | Brussel                   | |
| Achille Diegenant               | CVP         | Brussel                   | |
| Georges Cardoen                 | CVP         | Brussel                   | |
| Hugo Weckx                      | CVP         | Brussel                   | |
| Roger De Wulf                   | SP          | Brussel                   | |
| Victor Vanderheyden             | SP          | Brussel                   | |
| August De Winter                | PVV         | Brussel                   | Voorzitter van de commissie Mediabeleid. |
| Louis De Grève                  | PVV         | Brussel                   | |
| Vic Anciaux                     | Volksunie   | Brussel                   | |
| Jef Valkeniers                  | Volksunie   | Brussel                   | |
| Louis Van Geyt                  | KPB         | Brussel                   | |
| Mark Eyskens                    | CVP         | Leuven                    | |
| Jaak Henckens                   | CVP         | Leuven                    | Henckens overlijdt op 7 september 1981, maar wordt niet meer vervangen. |
| Godelieve Devos                 | CVP         | Leuven                    | Ondervoorzitter. |
| Paul Devlies                    | CVP         | Leuven                    | |
| Henri Boel                      | SP          | Leuven                    | Parlementsvoorzitter en voorzitter van de commissie Samenwerking, Reglement en Begroting.                                                                                                   |
| Louis Tobback                   | SP          | Leuven                    | Voorzitter van de commissie Buitenlands Beleid. |
| Georges Sprockeels              | PVV         | Leuven                    | |
| Louis Pans                      | PVV         | Leuven                    | |
| Willy Kuijpers                  | Volksunie   | Leuven                    | |
| Daniel Coens                    | CVP         | Brugge                    | |
| Emmanuel Desutter               | CVP         | Brugge                    | |
| Frank Van Acker                 | SP          | Brugge                    | |
| Albert Claes                    | PVV         | Brugge                    | |
| Raf Declercq                    | Volksunie   | Brugge                    | |
| Marc Olivier                    | CVP         | Kortrijk-Ieper            | Secretaris. |
| Antoon Steverlynck              | CVP         | Kortrijk-Ieper            | |
| Francine Demeulenaere-Dewilde   | CVP         | Kortrijk-Ieper            | |
| Marc Bourry                     | SP          | Kortrijk-Ieper            | |
| Marcel Vandenhove               | SP          | Kortrijk-Ieper            | |
| André Kempinaire                | PVV         | Kortrijk-Ieper            | |
| Cyriel Marchand                 | CVP         | Veurne-Diksmuide-Oostende | |
| Maria Tyberghien-Vandenbussche  | CVP         | Veurne-Diksmuide-Oostende | |
| Alfons Laridon                  | SP          | Veurne-Diksmuide-Oostende | Secretaris. |
| Raoul Bonnel                    | PVV         | Veurne-Diksmuide-Oostende | |
| Emiel Vansteenkiste             | Volksunie   | Veurne-Diksmuide-Oostende | |
| Robert Gheysen                  | CVP         | Roeselare-Tielt           | |
| Erik Vankeirsbilck              | CVP         | Roeselare-Tielt           | Voorzitter van de commissie Taaldecreetgeving en Taalbescherming. |
| André Bourgeois                 | CVP         | Roeselare-Tielt           | |
| Gustaaf Nyffels                 | SP          | Roeselare-Tielt           | |
| Lode Van Biervliet              | Volksunie   | Roeselare-Tielt           | |
| Paul Breyne                     | CVP         | Kortrijk-Ieper            | |
| Arlette Duclos-Lahaye           | PVV         | Kortrijk-Ieper            | |
| Roger Otte                      | CVP         | Oudenaarde-Aalst          | Voorzitter van de commissie Ondergeschikte Besturen en Besturen onder Voogdij. |
| Ghisleen Willems                | CVP         | Oudenaarde-Aalst          | |
| Marc Galle                      | SP          | Oudenaarde-Aalst          | |
| Paul Van Der Niepen             | SP          | Oudenaarde-Aalst          | |
| Willy Van Renterghem            | PVV         | Oudenaarde-Aalst          | |
| Jan Caudron                     | Volksunie   | Oudenaarde-Aalst          | |
| Jan Verroken                    | CVP         | Oudenaarde-Aalst          | |
| Herman De Croo                  | PVV         | Oudenaarde-Aalst          | |
| Albert De Cordier               | PVV         | Oudenaarde-Aalst          | |
| Wilfried Martens                | CVP         | Gent-Eeklo                | |
| Adhémar d'Alcantara             | CVP         | Gent-Eeklo                | |
| Adhémar Deneir                  | CVP         | Gent-Eeklo                | |
| Alfons Coppieters               | CVP         | Gent-Eeklo                | |
| Monique De Weweire              | CVP         | Gent-Eeklo                | |
| Gilbert Temmerman               | SP          | Gent-Eeklo                | |
| Livien Danschutter              | SP          | Gent-Eeklo                | |
| Willy De Clercq                 | PVV         | Gent-Eeklo                | |
| Emile Flamant                   | PVV         | Gent-Eeklo                | |
| Ignace Van Belle                | PVV         | Gent-Eeklo                | |
| Frans Baert                     | Volksunie   | Gent-Eeklo                | |
| Paul Van Grembergen             | Volksunie   | Gent-Eeklo                | |
| Miet Smet                       | CVP         | Dendermonde-Sint-Niklaas  | |
| Lieven Lenaerts                 | CVP         | Dendermonde-Sint-Niklaas  | |
| Omer De Mey                     | CVP         | Dendermonde-Sint-Niklaas  | |
| Freddy Willockx                 | SP          | Dendermonde-Sint-Niklaas  | |
| Jan Lenssens                    | CVP         | Dendermonde-Sint-Niklaas  | |
| René Uyttendaele                | CVP         | Dendermonde-Sint-Niklaas  | |
| Gustave Boeykens                | SP          | Dendermonde-Sint-Niklaas  | |
| Frans Verberckmoes              | PVV         | Dendermonde-Sint-Niklaas  | |
| Luc Dhoore                      | CVP         | Hasselt-Tongeren-Maaseik  | |
| Georges Beerden                 | CVP         | Hasselt-Tongeren-Maaseik  | |
| Firmin Aerts                    | CVP         | Hasselt-Tongeren-Maaseik  | |
| Willy Claes                     | SP          | Hasselt-Tongeren-Maaseik  | |
| Eddy Baldewijns                 | SP          | Hasselt-Tongeren-Maaseik  | |
| Alfred Vreven                   | PVV         | Hasselt-Tongeren-Maaseik  | |
| Willy Desaeyere                 | Volksunie   | Hasselt-Tongeren-Maaseik  | |
| Lambert Kelchtermans            | CVP         | Hasselt-Tongeren-Maaseik  | |
| Mathieu Rutten                  | CVP         | Hasselt-Tongeren-Maaseik  | |
| Chris Moors                     | CVP         | Hasselt-Tongeren-Maaseik  | |
| André Rutten                    | CVP         | Hasselt-Tongeren-Maaseik  | |
| Louis Vanvelthoven              | SP          | Hasselt-Tongeren-Maaseik  | |
| Fernand Colla                   | PVV         | Hasselt-Tongeren-Maaseik  | |
| Jaak Gabriëls                   | Volksunie   | Hasselt-Tongeren-Maaseik  | |
| Rika De Backer                  | CVP         | Antwerpen                 | |
| Paul Akkermans                  | CVP         | Antwerpen                 | |
| Frans Vanderborght              | CVP         | Antwerpen                 | |
| Robert Gijs                     | CVP         | Antwerpen                 | |
| Jos Vangeel                     | CVP         | Antwerpen                 | |
| Ferdinand Boey                  | PVV         | Antwerpen                 | |
| Willy Calewaert                 | SP          | Antwerpen                 | |
| Jos Wijninckx                   | SP          | Antwerpen                 | |
| John Van den Eynden             | SP          | Antwerpen                 | |
| Hector De Bruyne                | Volksunie   | Antwerpen                 | |
| Constant De Clercq              | CVP         | Mechelen-Turnhout         | |
| Joris Verhaegen                 | CVP         | Mechelen-Turnhout         | |
| Jos De Seranno                  | CVP         | Mechelen-Turnhout         | |
| Alfons Verbist                  | CVP         | Mechelen-Turnhout         | |
| Herman Vanderpoorten            | PVV         | Mechelen-Turnhout         | |
| Jos Houben                      | SP          | Mechelen-Turnhout         | |
| Wim Jorissen                    | Volksunie   | Mechelen-Turnhout         | |
| Jos Chabert                     | CVP         | Brussel                   | |
| Leo Lindemans                   | CVP         | Brussel                   | Ondervoorzitter. |
| Mia Panneels-Van Baelen         | CVP         | Brussel                   | |
| Jan Bascour                     | PVV         | Brussel                   | Ondervoorzitter. |
| Edgard Coppens                  | SP          | Brussel                   | |
| Bob Maes                        | Volksunie   | Brussel                   | |
| André Lagae                     | CVP         | Leuven                    | |
| Edward Leemans                  | CVP         | Leuven                    | |
| Jos Daems                       | PVV         | Leuven                    | |
| August Bogaerts                 | SP          | Leuven                    | |
| Clara Smitt                     | CVP         | Hasselt-Tongeren-Maaseik  | Voorzitter van de commissie Gezondheidsbeleid en Bijstand aan Personen en vanaf 26 februari 1981 secretaris.                                                                                |
| Lambert Croux                   | CVP         | Hasselt-Tongeren-Maaseik  | |
| Frans Vangronsveld              | CVP         | Hasselt-Tongeren-Maaseik  | |
| Max Smeers                      | CVP         | Hasselt-Tongeren-Maaseik  | |
| Eloi Vandersmissen              | PVV         | Hasselt-Tongeren-Maaseik  | |
| Jean Férir                      | SP          | Hasselt-Tongeren-Maaseik  | |
| Rik Vandekerckhove              | Volksunie   | Hasselt-Tongeren-Maaseik  | |
| Maurice Van Herreweghe          | CVP         | Gent-Eeklo                | |
| Antoon Van Nevel                | CVP         | Gent-Eeklo                | |
| Georgia Turf-De Munter          | CVP         | Gent-Eeklo                | |
| Aimé Canipel                    | SP          | Gent-Eeklo                | |
| Jean Pede                       | PVV         | Gent-Eeklo                | |
| Oswald Van Ooteghem             | Volksunie   | Gent-Eeklo                | |
| Etienne Cooreman                | CVP         | Dendermonde-Sint-Niklaas  | |
| Mariette Buyse                  | CVP         | Dendermonde-Sint-Niklaas  | |
| Jaak De Graeve                  | SP          | Dendermonde-Sint-Niklaas  | |
| Octaaf Van Den Broeck           | PVV         | Dendermonde-Sint-Niklaas  | |
| Paula D'Hondt                   | CVP         | Oudenaarde-Aalst          | |
| Emile Edouard Cuvelier          | PVV         | Oudenaarde-Aalst          | |
| Willy Vernimmen                 | SP          | Oudenaarde-Aalst          | |
| Germain De Rouck                | Volksunie   | Oudenaarde-Aalst          | Voorzitter van de Volksunie-fractie. |
| Roger Windels                   | CVP         | Brugge                    | |
| Marie-Louise Maes-Van Robaeys   | CVP         | Brugge                    | |
| Omaar Carpels                   | SP          | Brugge                    | |
| Albert Lavens                   | CVP         | Kortrijk-Ieper            | |
| Hilaire Lahaye                  | PVV         | Kortrijk-Ieper            | |
| Armand De Rore                  | SP          | Kortrijk-Ieper            | |
| Michel Capoen                   | Volksunie   | Kortrijk-Ieper            | |
| Roger Vannieuwenhuyze           | CVP         | Roeselare-Tielt           | |
| Roger Hostekint                 | SP          | Roeselare-Tielt           | |
| Agnes Rommel-Souvagie           | CVP         | Veurne-Diksmuide-Oostende | |
| Marcel Decoster                 | PVV         | Veurne-Diksmuide-Oostende | |
| Herman Deleeck                  | CVP         | Antwerpen                 | |
| Isidore Egelmeers               | SP          | Antwerpen                 | |
| Zefa Raeymaekers                | CVP         | Mechelen-Turnhout         | |
| René Nauwelaerts                | CVP         | Mechelen-Turnhout         | |
| Hugo Adriaensens                | SP          | Mechelen-Turnhout         | |
| Jan Van den Nieuwenhuijzen      | CVP         | Antwerpen                 | |
| Carlo Van Elsen                 | Volksunie   | Mechelen-Turnhout         | Wordt op 9 juli 1981 in de Senaat opgevolgd door Jozef Belmans. Omdat de Vlaamse Raad na die datum echter niet meer samenkwam, werd Belmans niet geïnstalleerd als lid van de Vlaamse Raad. |
| Jaak Nutkewitz                  | PVV         | Antwerpen                 | |
| Frans Cornelis                  | CVP         | Brussel                   | |
| Fernand Piot                    | CVP         | Leuven                    | |
| Lydia De Pauw                   | SP          | Brussel                   | |
| Paul De Kerpel                  | CVP         | Brussel                   | |
| Simon Février                   | PVV         | Brussel                   | |
| Michel Kenens                   | PVV         | Hasselt-Tongeren-Maaseik  | |
| Jan Gerits                      | CVP         | Hasselt-Tongeren-Maaseik  | |
| Willem Mesotten                 | CVP         | Hasselt-Tongeren-Maaseik  | Voorzitter van de commissie Onderwijs. |
| René D'Haeyer                   | PVV         | Dendermonde-Sint-Niklaas  | |
| Walter Peeters                  | Volksunie   | Dendermonde-Sint-Niklaas  | |
| Georges De Smeyter              | SP          | Oudenaarde-Aalst          | |
| Walter Claeys                   | CVP         | Gent-Eeklo                | |
| Ferdinand De Bondt              | CVP         | Dendermonde-Sint-Niklaas  | |
| Hubert Van Wambeke              | CVP         | Oudenaarde-Aalst          | Vervangt vanaf 25 februari 1981 Wim Verleysen, die op pensioen gaat. Verleysen was secretaris tot 1 december 1980.                                                                          |
| Albert Deconinck                | SP          | Kortrijk-Ieper            | |
| Achiel Vandenabeele             | CVP         | Veurne-Diksmuide-Oostende | |
| André Vanhaverbeke              | CVP         | Roeselare-Tielt           | |
| Christiane Planckaert-Staessens | CVP         | Roeselare-Tielt           | |
| Louis Bril                      | PVV         | Roeselare-Tielt           | |
| John Van Waterschoot            | CVP         | Leuven                    | |
| Lucienne Herman-Michielsens     | PVV         | Gent-Eeklo                | |
| Jan De Meyer                    | CVP         | Leuven                    | |
| Nora Staels-Dompas              | CVP         | Brussel                   | |
| Amedé De Baere                  | SP          | Antwerpen                 | |
| Maurice Dewulf                  | CVP         | Gent-Eeklo                | |
| Rik Kuylen                      | CVP         | Antwerpen                 | |
| Gaston Geens                    | CVP         | Leuven                    | |
| Joanna Nauwelaerts-Thues        | SP          | Mechelen-Turnhout         | |
| Willy Seeuws                    | SP          | Gent-Eeklo                | |
| Marcel Storme                   | CVP         | Gent-Eeklo                | |
| Frans Van der Elst              | Volksunie   | Antwerpen                 | |
| Robert Vandezande               | Volksunie   | Leuven                    | Ondervoorzitter. |
| Louis Waltniel                  | PVV         | Oudenaarde-Aalst          | |